# Сюрвилье
Сюрвилье (фр. Survilliers) — муниципалитет во Франции, в регионе Иль-де-Франс, департамент Валь-д'Уаз. Население — 3 654 человек (1999).
Муниципалитет расположен на расстоянии около 31 км северо-восточнее Парижа, 36 км восточнее Сержи.

## Демография
Динамика населения (INSEE):